# IUPAC Nomenclature books series
La Nomenclature books series è una serie di libri pubblicati dalla IUPAC. La IUPAC 
pubblica molti libri, che contengono una lista completa di definizioni sulla nomenclatura chimica. Le definizioni sono divise in sette "libri colorati": Blue, Gold, Green, Orange, Purple, Red and White.Vi è anche un ottavo libro detto "Silver Book". 
La serie è nota come Colour Books.

## Gli 8libri colorati
- Nomenclature of Organic Chemistry (Blue Book)
- Compendium of Chemical Terminology (Gold Book)
- Quantities, Units and Symbols in Physical Chemistry (Green Book)
- Compendium of Analytical Nomenclature (Orange Book)
- Compendium of Macromolecular Terminology and Nomenclature (Purple Book)
- Nomenclature of Inorganic Chemistry (Red Book)
- Compendium of Terminology and Nomenclature of Properties in Clinical Laboratory Sciences (Silver Book)
- Biochemical Nomenclature and Related Documents (1992) (White Book)